# Saint-Morel
 Saint-Morel  es una población y comuna francesa, en la región de Champaña-Ardenas, departamento de Ardenas, en el distrito de Vouziers y cantón de Monthois.

## Demografía
| 392                       | 405 | 415 | 405 | 415 | 422 | 412 | 401 | 397 | lac. | lac. | 416 | 408 | 393 | 418 | 425 | 411 | 373 | 362 | 347 | 340 | 383 | 322 | 293 | 300 | 231 | 262 | 228 | 259 | 198 | 212 | 235 | 227 | 237 |
| (Fuente: Cassini e INSEE) |     |     |     |     |     |     |     |     |      |      |     |     |     |     |     |     |     |     |     |     |     |     |     |     |     |     |     |     |     |     |     |     |     |